# Calyptothecium extensum
Calyptothecium extensum är en bladmossart som beskrevs av Fleischer 1908. Calyptothecium extensum ingår i släktet Calyptothecium och familjen Pterobryaceae. Inga underarter finns listade i Catalogue of Life.